# El Cajon (Kalifornija)
El Cajon je grad u američkoj saveznoj državi Kalifornija. Prema popisu stanovništva iz 2010. u njemu je živjelo 99,478 stanovnika.

## Poznate osobe
- Greg Louganis, četverostruki olimpijski pobjednik u skokovima u vodu